# Hiroyuki Hirayama
Hiroyuki Hirayama (平山浩行, Hirayama Hiroyuki), né le 17 octobre 1977 est un acteur japonais.

## Biographie
Hiroyuki Hirayama a joué dans plus de 40 films depuis 2004.

## Filmographie sélective

### Cinéma
- 2005 : Les Hommes du Yamato (男達の大和, Otoko-tachi no Yamato?) de Jun'ya Satō
- 2006 : M de Ryūichi Hiroki
- 2006 : Rétribution (叫, Sakebi?) de Kiyoshi Kurosawa : Wakai Keiji Sakurai
- 2011 : Paradise Kiss (パラダイス・キス, Paradaisu kisu?) de Takehiko Shinjō (ja)
- 2012 : Brave Hearts: Umizaru (BRAVE HEARTS 海猿?) de Eiichirō Hasumi
- 2017 : Honnōji Hotel (本能寺ホテル, Honnō-ji hoteru?) de Masayuki Suzuki

### Télévision
- 2011 : Full Throttle Girl (全開ガール, Zenkai gāru?)
- 2020 : Kamen Rider Saber (仮面ライダーセイバー, Kamen Raidā Seibā?) : Daichi Kamijo